# Käte Stresemann

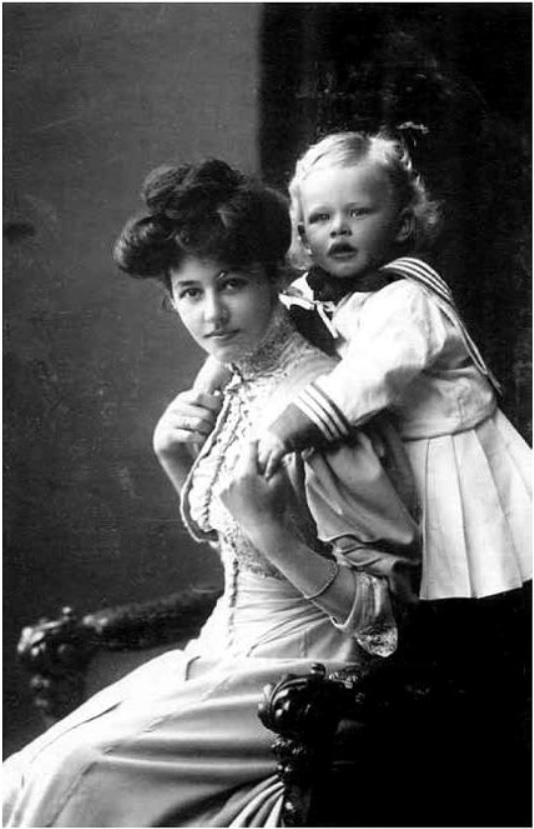
Käte Stresemann um 1906 mit ihrem ältesten Sohn Wolfgang

Käte Stresemann, geborene Käthe Kleefeld (in den USA auch Kate Stresemann genannt; * 15. Juli 1883 in Lankwitz, Kreis Teltow; † 23. Juli 1970 in West-Berlin), war die Ehefrau des deutschen Politikers Gustav Stresemann (1878–1929).

## Leben

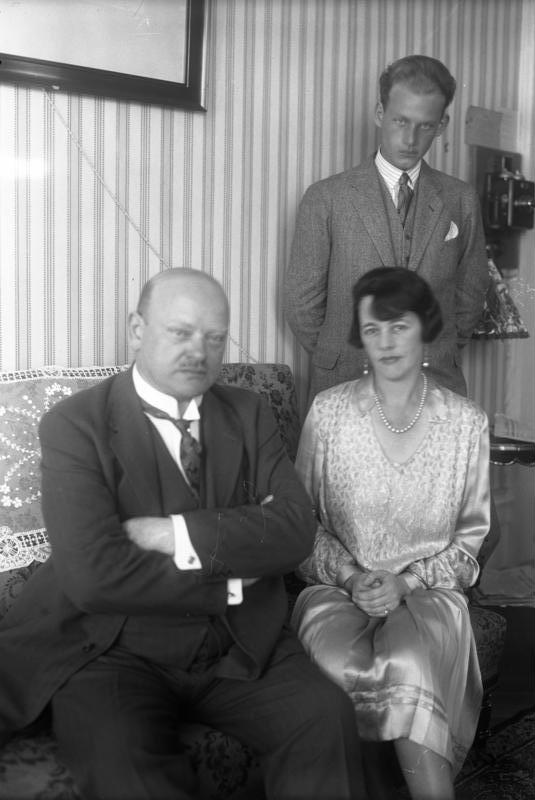
Gustav, Käte und Wolfgang Stresemann 1927 im Hotel Métropol in Genf

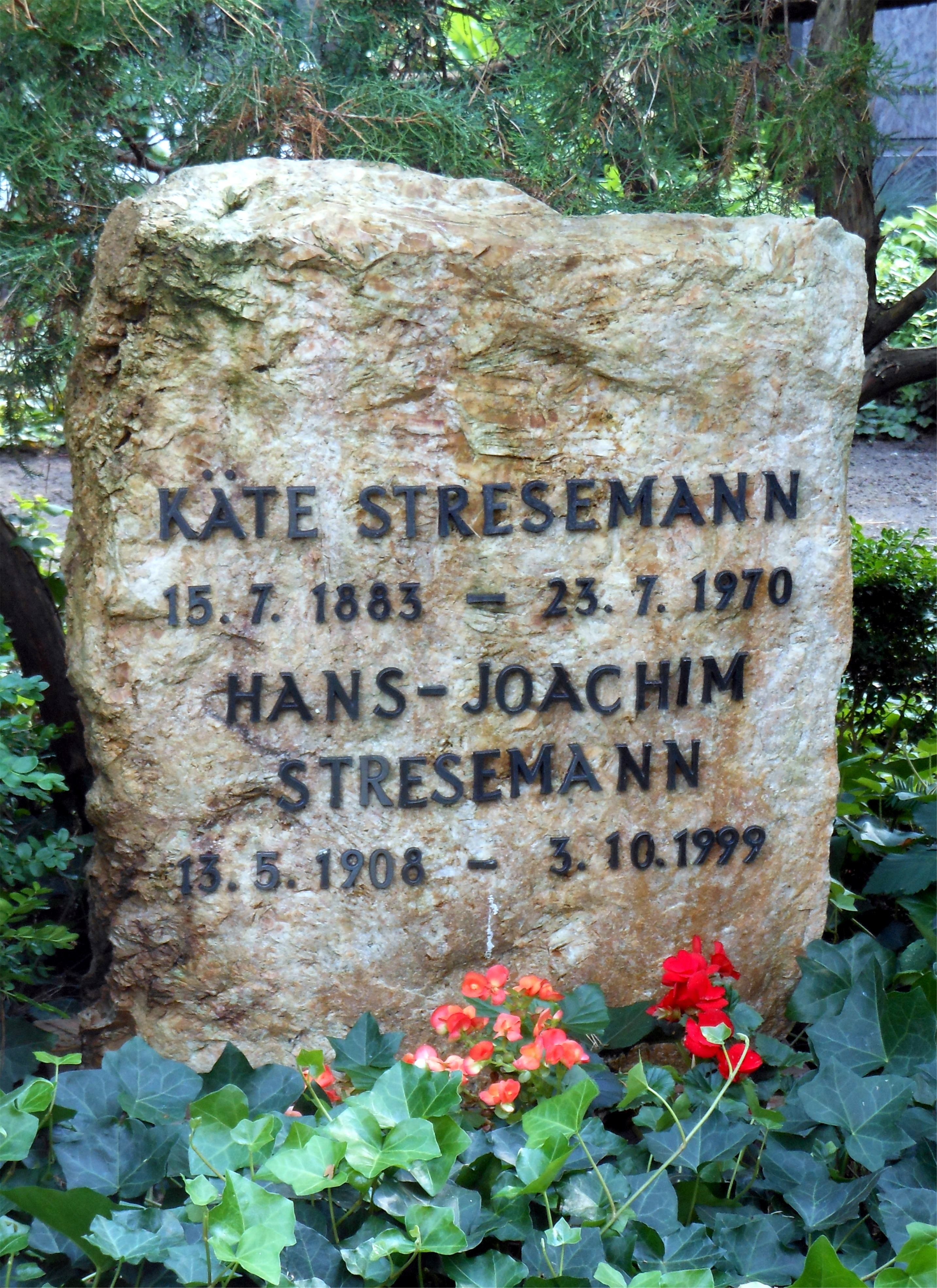
Grabstein für Käte Stresemann und Hans-Joachim Stresemann auf dem Waldfriedhof Dahlem in Berlin-Zehlendorf

Käthe Kleefeld stammte aus einer assimilierten jüdischen Kaufmannsfamilie. Kurz vor ihrer Geburt war die Familie im Dezember 1882 von Kassel, dem Heimatort ihres Vaters Adolf (auch Arthur, ursprünglich Aaron) Kleefeld (1856–1902), nach Berlin umgesiedelt. Der Vater betrieb gemeinsam mit seinem älteren Bruder Hermann ein Baumwollgeschäft und engagierte sich später im Braunkohlebergbau. Käthe wurde in einer als „kleines Schlößchen“ beschriebenen Villa in Lankwitz im Kreis Teltow bei Berlin geboren, dem Heimatort ihrer Mutter Antonie (* 1850, genannt „Toni“), Tochter des Pferdehändlers Julius Heinemann.
Die Eltern ließen ihre Kinder Kurt, Käthe, Selma Eva (1884–1973) und Elsa (* 1887) evangelisch taufen. Nach dem frühen Tod des Vaters blieben sie mit ihrer Mutter auf sich gestellt. Während Kurt ein Studium der Rechtswissenschaften aufnahm, wurden die drei außergewöhnlich gutaussehenden Töchter in Berliner Gesellschaftskreisen umschwärmt.
Käthe Kleefeld heiratete am 20. Oktober 1903 in der Kaiser-Wilhelm-Gedächtniskirche in Berlin Gustav Stresemann, einen Bundesbruder ihres Bruders Kurt aus der Leipziger Reformburschenschaft Suevia. Stresemann arbeitete damals als Geschäftsführer für den Verband deutscher Schokoladenfabrikanten und lebte seit 1901 in Dresden. Aus der Ehe gingen die Söhne Wolfgang (1904–1998) und (Hans-)Joachim (1908–1999) hervor, die beide in Dresden geboren und im Haus der Familie getauft wurden. 1910 verlegte die Familie ihren Hauptwohnsitz zurück nach Berlin.
Kätes Schwestern heirateten Offiziere: Eva 1905 den Sohn des nationalliberalen Schriftleiters August Heinrich Braß, Friedrich Braß (* 1870), der 1914 im Ersten Weltkrieg fiel; in zweiter Ehe 1919 Kurt Theodor Sorge (* 1886), den einzigen Sohn des langjährigen Krupp-Direktors Kurt Sorge. Elsa (auch Elsa-Maria) heiratete 1907 Hans Karl Simon von Winterfeld (* 1883) aus der bekannten preußischen Grundbesitzer- und  Offiziersfamilie Winterfeldt, der über seine Mutter weitläufig mit dem preußischen Dichter Franz von Gaudy (1800–1840) verwandt war.
Gustav Stresemann wurde in der Weimarer Republik verschiedentlich wegen Kätes jüdischen Wurzeln angefeindet. Seine Partei, die nationalliberale DVP, wurde unter anderem von der rechtsnationalen DNVP mit dem antisemitischen Vorwurf attackiert, ihr Vorsitzender Stresemann sei „jüdisch versippt“. Stresemann versuchte sich solcher auch schon in der Kaiserzeit gegen ihn erhobener Vorwürfe zu erwehren und bewies dabei auch ein gewisses Anpassungsgeschick: So unterstrich er bei Kontakten mit dem jüdischen Central-Verein Kätes jüdische Familiengeschichte, hob dagegen gegenüber dem DNVP-Vorsitzenden Oskar Hergt 1919 die Tatsache hervor, dass seine Frau keine Jüdin war. Die Bindung an Käte war für Gustav Stresemann ein Argument unter vielen, ein engeres Bündnis mit der DNVP stets abzulehnen. Stresemanns Rivale Paul Moldenhauer vom rechten Parteiflügel der DVP zeigte sich in seinen Erinnerungen überzeugt, auch die Mehrheit in der eigenen Partei habe damals rassisch und antisemitisch gedacht und an Stresemanns Ehe Anstoß genommen.
Käte Stresemann verstand es zu repräsentieren. Als ihr Ehemann 1923 das Außenministerium übernahm, wurde ihre Wohnung in der Tauentzienstraße 12a ein Treffpunkt für Diplomaten und Berlins bessere Gesellschaft. Ihr Talent als gewandte Gastgeberin fand lobende Anerkennung, zum Beispiel im Time Magazine anlässlich des 25. Internationalen Reklamekongresses in Berlin: Sie sei „keine Hausfrau, sondern eine junge, elegante, weltoffene, englischsprechende Jüdin, mit der Fähigkeit zur Konversation auf dem gesellschaftlichen Parkett, im Salon gleichermaßen wie im Nachtclub.“
Nach dem Tod ihres Mannes im Oktober 1929 bezog sie mit ihrem Sohn Wolfgang eine Wohnung in der Bismarckstraße 99. Die Jahre im Dritten Reich waren durch einen langwierigen Rechtsstreit um das Erbe ihres 1934 verstorbenen Bruders Kurt von Kleefeld geprägt, gegen den Korruptionsvorwürfe erhoben wurden. Der Zivilprozess, in dem Wolfgang Stresemann die Erbengemeinschaft Kleefeld (Käte, ihre Schwestern und deren Ehepartner) vertrat, endete 1936 mit einem Vergleich. Die Nationalsozialisten vermieden es zu dieser Zeit, die Erbauseinandersetzung der jüdischstämmigen Familie propagandistisch auszuschlachten, weil ihnen eine Kampagne gegen das Andenken Gustav Stresemanns aufgrund des internationalen Ansehens des verstorbenen Politikers und der guten Beziehungen seiner Familie ins Ausland nicht opportun erschien. Im Herbst 1939 emigrierten Käte Stresemann und ihr Sohn Wolfgang in die Vereinigten Staaten zu ihrem zweiten Sohn Joachim (1908–1999), der bereits 1937 nach seinem Studium nach New York gegangen und dort für die Chase Manhattan Bank tätig war. Sie lebte bis zu ihrem Tod in New York, starb aber während eines Deutschlandbesuchs bei ihrem Sohn Wolfgang.
Käte Stresemann war Trägerin des Rot-Kreuz-Ordens und des Königlich Bulgarischen Hausordens.

## Trivia
In dem deutschen Spielfilm Stresemann von 1956 wurde Käte Stresemann von Susanne von Almassy dargestellt.